# BäckerGastro
Das Magazin BäckerGastro ist ein deutschsprachiges Fachmagazin für mittelständische und große Betriebe im Bäckerhandwerk, die neben den Standardprodukten einen großen Anteil Bäckergastronomie anbieten. Die Zeitschrift erscheint sechs Mal im Jahr. Sie wurde 2013 gegründet. Die Zielgruppe sind Bäcker mit Snack- und Gastronomieangebot in Deutschland, Österreich und der Schweiz. Das Magazin erscheint bei der Convention Verlagsgesellschaft mbH mit Sitz in Osnabrück. Verleger und Geschäftsführer ist Trond Patzphal. Das Magazin BäckerGastro ist Mitglied des IVW. Die Druckauflage liegt bei 3.500 Exemplaren pro Ausgabe.

## Schwerpunktthemen und Rubriken

### Rubriken
Die Zeitschrift ist aufgeteilt in die Rubriken
- Nachrichten
- Porträt
- Konzeptreportagen
- Fachthema
- Rezepte und
- Gastroservice

Die jeweiligen Jahresinhaltsverzeichnisse können im Archiv der BäckerGastro auf deren Webseite eingesehen werden.

### Themen
Schwerpunkt bilden die Themen
- Snacktechnik-Neuheiten
- Anwenderberichte / Konzepte
- Convenience-Produkte
- Systemgastronomie
- Spülmaschinen
- Heißgetränke / Kaffee und
- Küchenausstattung

## Geschichte
Das Magazin BäckerGastro wurde 2013 von der Back Journal Verlagsgesellschaft mbH gegründet. 2014 wurde die Zeitschrift von der INGER Verlagsgesellschaft übernommen. Seit 2018 erscheint die BäckerGastro in der Convention Verlagsgesellschaft mbH.
Seit dem 26. März 2018 verfügt die Zeitschrift über einen Auftritt bei Facebook.

## Seminare
Die Convention Verlagsgesellschaft mbH veranstaltet regelmäßig Seminare zu BäckerGastro.

### BäckerGastro-Tag
Der erste BäckerGastro-Tag hat am 20. Januar 2016 im Steigenberger Hotel Remarque in Osnabrück stattgefunden. Unter der Moderation von Trond Patzphal und Michael Kerzel wurden die Themen Kaffee, Snacktrends, Management und Gastrokonzepte behandelt.
| Thema                                       | Referent                                                        | Unternehmen                                                             |
| ------------------------------------------- | --------------------------------------------------------------- | ----------------------------------------------------------------------- |
| Begrüßung.                                  | Trond Patzphal                                                  | INGER Verlagsgesellschaft mbH, Osnabrück                                |
| Frühstücksideen.                            | Claus Becker                                                    | De' Bäcker Becker                                                       |
| Snackverhalten Stadt und Land.              | Ludger Schlautmann                                              | GA-Trendagentur                                                         |
| Ablaufoptimierung in Filialen.              | Thomas Boss                                                     | Thomas Boss Bäckereiberatung                                            |
| Gesprächsrunde: Kaffeekompetenz.            | Roman Schärf, Graziano Chessa, Tom Schießl, Nana Holthaus-Vehse | Daniel Moser Products, Coffee and Events, Meister Kaffee, Barista World |
| Mitarbeitermotivation.                      | Annette Fürst                                                   | Fürst Class                                                             |
| Controlling in Filialen.                    | Josef Bünger                                                    | Steuerberatung Bünger und Partner                                       |
| Zubereitung von Snacks.                     | Jürgen Rieber                                                   | Wiesheu                                                                 |
| Snacks on Demand.                           | Rainer Pastätter                                                | McDonald’s Heinritzi                                                    |
| Gesprächsrunde: Snackkompetenz.             | nA                                                              | nA                                                                      |
| Snackkonzepte aus dem europäischen Ausland. | Petra Meyer                                                     | The Food Professionals Köhnen                                           |
| Schulung von Mitarbeitern.                  | Christian Eckstein                                              | McDonald’s Eckstein                                                     |
| Gesprächsrunde: Abendgastrokonzept.         | nA                                                              | nA                                                                      |

Der zweite BäckerGastro-Tag fand am 10. November 2016 im Dorint Park Hotel in Bremen statt.
| Thema                              | Referent                     | Unternehmen                        |
| ---------------------------------- | ---------------------------- | ---------------------------------- |
| Der richtige Standort.             | Oliver Vogt                  | Gehrke Econ                        |
| Die genaue Kalkulation.            | Sigurt Jäger                 | Verband Rheinisches Bäckerhandwerk |
| Ideenreise – der erweiterte Blick. | Martin Luible                | Food Concepts Consultants          |
| Das passende Kaffeekonzept.        | Joachim Kühne                | Berlin School of Coffee            |
| Die persönliche Motivation.        | Thomas Pütter                | DENK NEU                           |
| Die digitale Gesellschaft.         | Joerg Schmid, Johannes Hürth | Die Wildbakers                     |